# 高崎山
高崎山（日語：たかさきやま）是位于大分县大分市最西端与别府市、由布市交界处的一座山，海拔628.4米。

## 简介

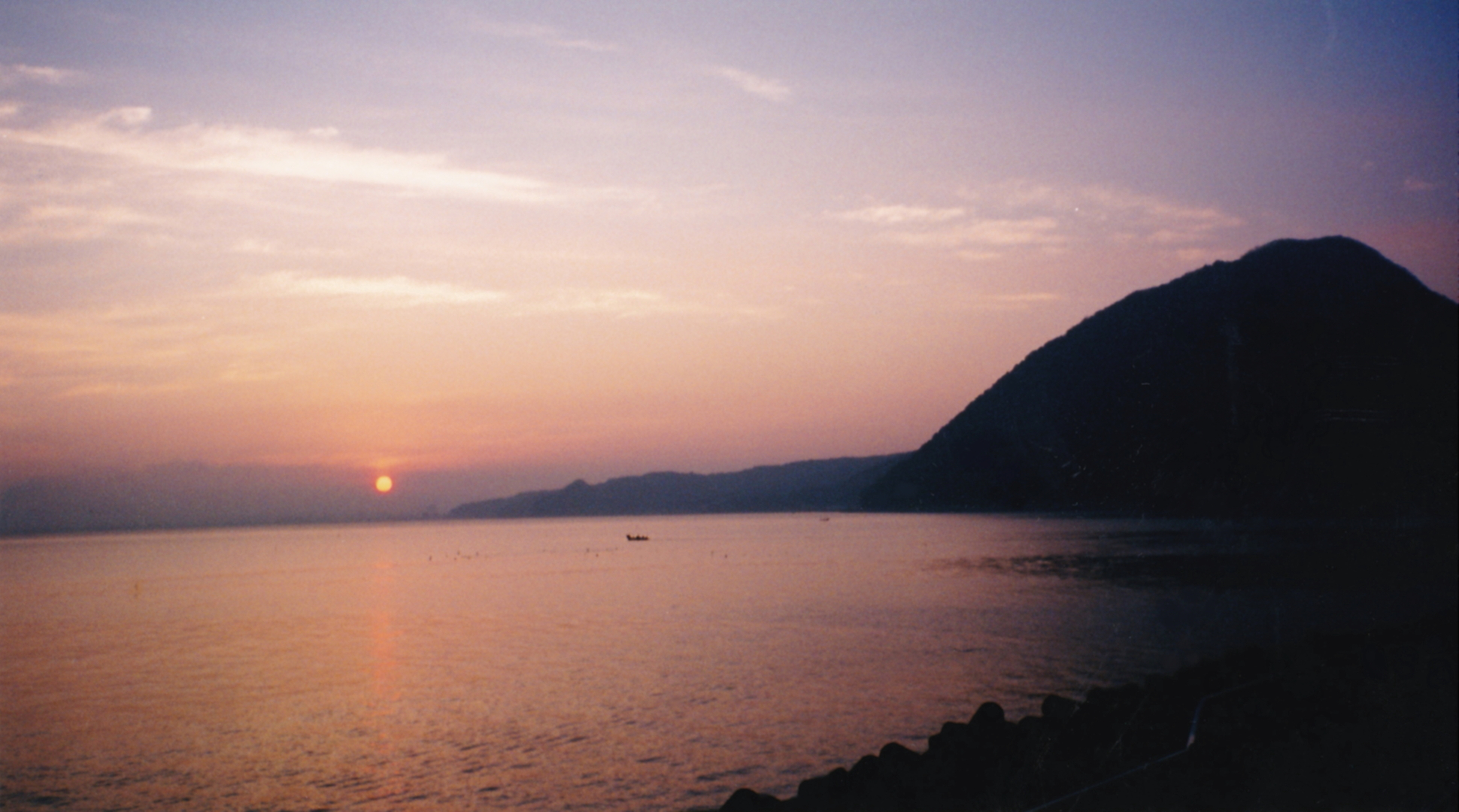
高崎山的日出

高崎山位于由布岳和鹤见岳等火山群的东南端，巍然耸立于别府湾海滨。虽然如今火山活动已停止，但它是一座熔岩穹丘，大约在50万年前的中更新世时期活跃过。
它位于濑户内海国立公园内，是日本山岳会东九州支部评选的大分县百山之一。别府湾一侧的山麓设有高崎山自然动物园，饲养着栖息在山中的野生日本猕猴。此外，在别府湾的另一侧，从田之浦海滩和柞原八幡宫可前往的南登山口，有一条名为“高崎山疗愈之路”的徒步路线通往山顶。

## 历史
高崎山古称四极山（しはつやま），因其四周景色一览无余而得名，后改称柴津山。即使在明治时期，也有记载表明四极山比高崎山更为人熟知。
奈良时代，这里曾设立烽火台。山顶的高崎山城以坚不可摧而闻名，在南北朝战争及岛津氏入侵丰后时，曾作为大友氏的根据地。1593年大友氏废藩置藩时，高崎山城也随之废弃，如今仅存遗址。由于高崎山伸入别府湾，大分和别府之间的道路交通十分艰难。过去，别府与大分之间的交通，主要依靠高崎山后方的山路，即钱瓶山口和赤松山口。如果想抄近路，则必须选择海路，或者等到退潮后，沿着悬崖下的窄道行走。1694年到访此地的貝原益軒在《丰国纪行》中写道：“我从别府启航前往府内。出航后天气阴沉。我沿着高崎山麓前进。高崎山位于别府东南的海滨。山顶上有大友氏的城址。如果从陆地上行，则位于高崎的西侧，需要经过赤松岭。这是一个艰难的地方。” “若步行前往，需沿东侧海边的山路前行。此路狭窄且危险。” 别府与大分之间的海湾公路于1875年开通。

此后，别府湾沿岸被开发成国道10号别大国道，并通过修建海湾后的山路，开发了大分县道51号和东九州道（原大分道）。自2015年起，大分市以“高崎山疗愈之路”为名，对通往高崎山的登山道进行了整備，随后又对山顶进行了整備，视野有了显著改善。

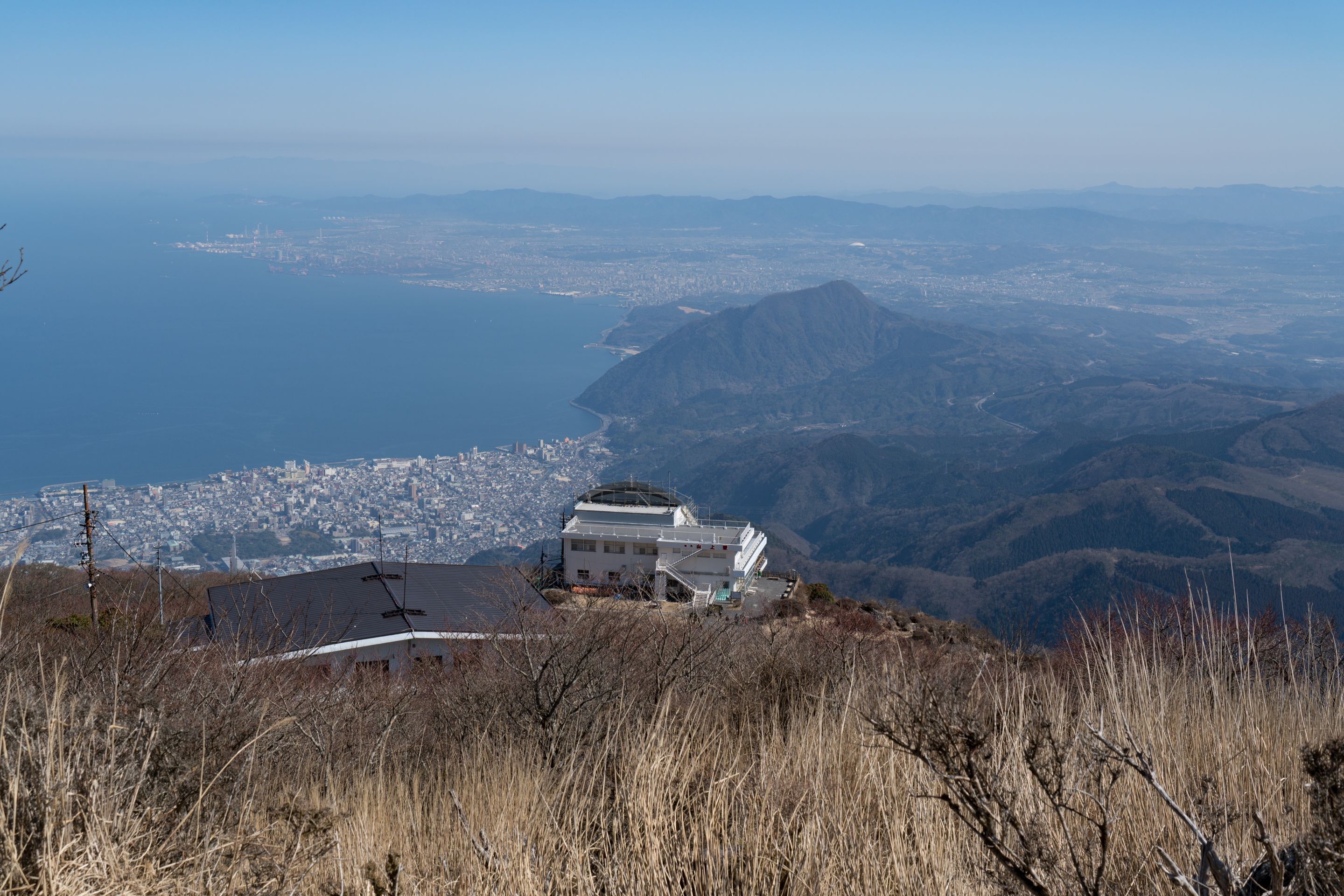
从鹤见岳望向高崎山
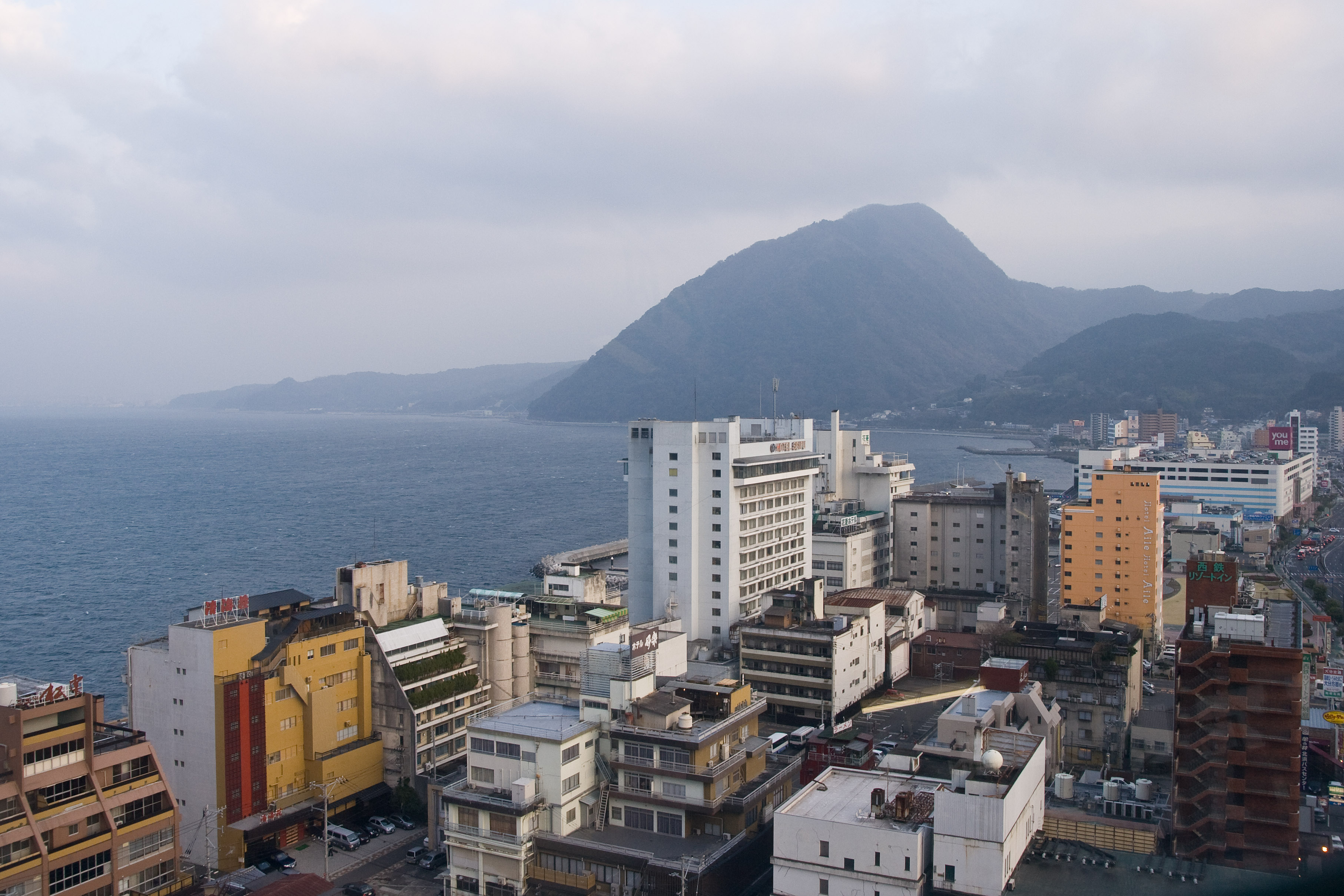
从别府塔远眺高崎山
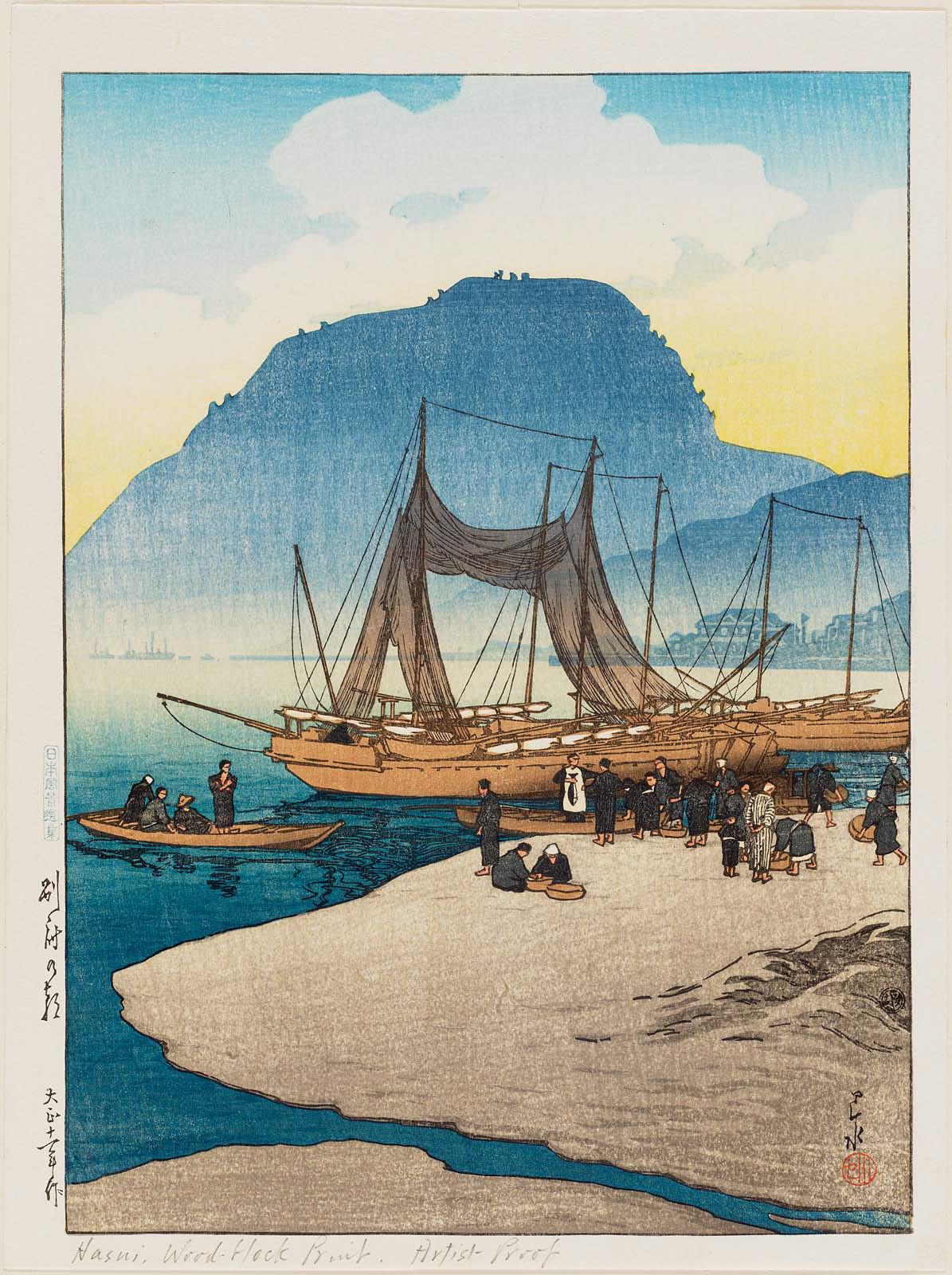
《日本风景选集》中的《别府的清晨》，木版画